# Балдыжская волость
Балды́жская во́лость — упразднённая административно-территориальная единица, существовавшая в составе 1-го стана Дмитровского уезда Орловской губернии во 2-й половине XIX века. 
Административным центром было село Балдыж.

## История
Образована в ходе крестьянской реформы 1861 года. К началу XX века из Балдыжской волости в Соломинскую волость были переданы деревни Вертякино и Трубичино. Упразднена до 1890 года.
В настоящее время территория волости входит в состав Дмитровского района Орловской области.

## Населённые пункты
В 1877 году в состав волости входило 8 населенных пунктов (список неполный):
- Балдыж
- Алёшинка
- Вертякино
- Промклево
- Талдыкино
- Трубичино